# Sukakersa (Jatigede)
Sukakersa is een bestuurslaag in het regentschap Sumedang van de provincie West-Java, Indonesië. Sukakersa telt 1419 inwoners (volkstelling 2010).